# أثينا (رواية)
أثينا (بالإنجليزية: Athena)‏ هي رواية للكاتب الأيرلندي جون بانفيل، نشرت عام 1995، عن دار نشر سيكر آند واربرغ.